# Räuchermann-Museum
Das 1. Räuchermann-Museum ist ein Museum in Cranzahl im Erzgebirgskreis in Sachsen. Es ist das einzige derartige Deutschlands und trägt deshalb den Zusatz Erstes.

## Geschichte

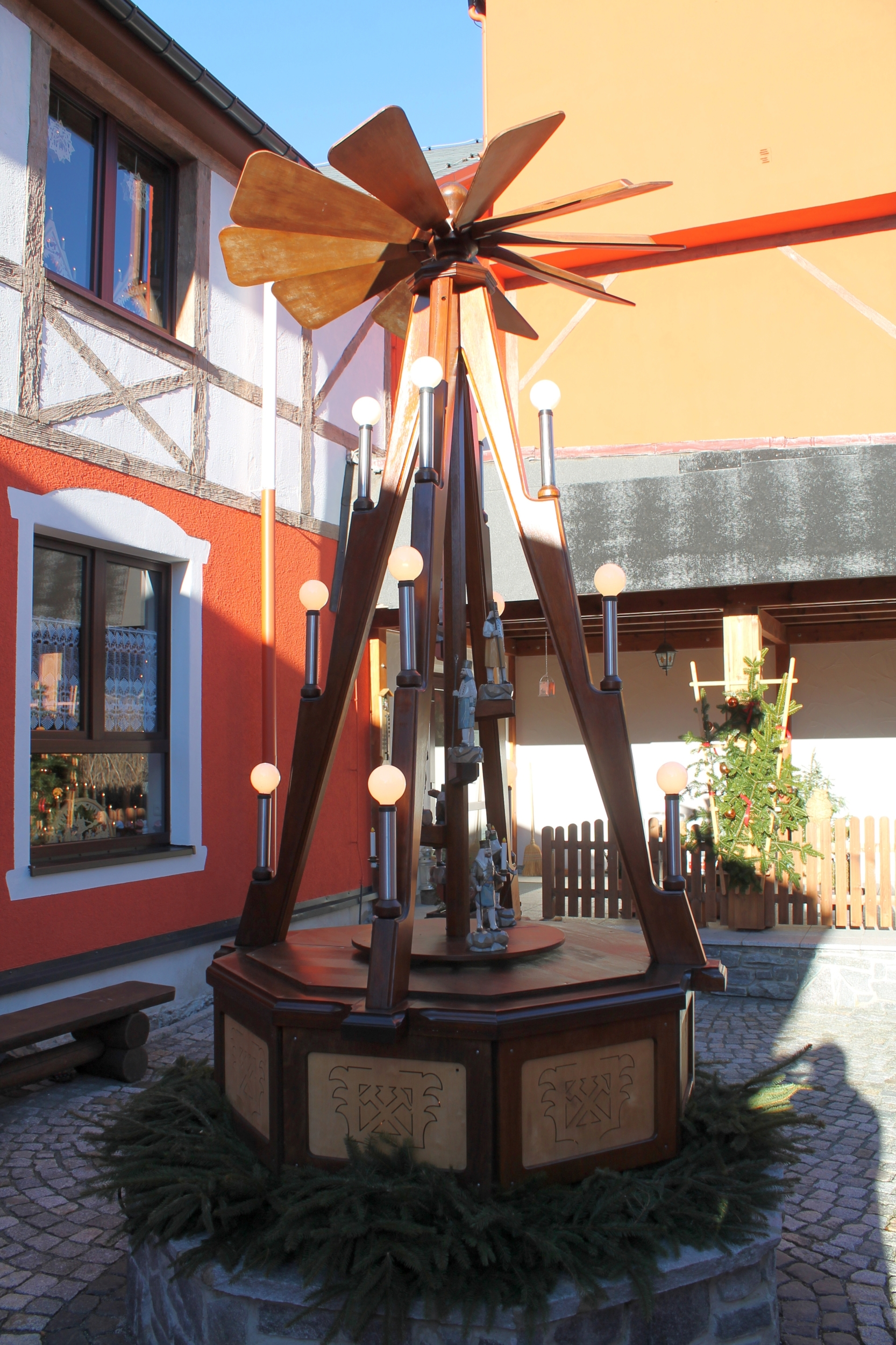
Pyramide im Außenbereich des Museums

Das Museum wurde 2011 in den Räumlichkeiten einer ehemaligen Färberei eingerichtet und im Frühjahr des Folgejahres offiziell eröffnet. Es zeigt auf 200 m² über 2000 verschiedene Räucherfiguren aus dem 20. und 21. Jahrhundert. Die ausgestellten Figuren einschließlich Fahrzeugen für Räucherkerzen stammen von verschiedenen Herstellern aus dem ganzen Erzgebirge, teilweise auch als Leihgaben von Privatpersonen, sie geben einen Überblick über die Geschichte der Räuchermännchenherstellung. Zu sehen sind verschiedene Stilarten, Kollektionen und Figurentypen. Das kleinste Räuchermännchen ist etwa 5 Zentimeter, das größte rund 80 Zentimeter hoch.
Darüber hinaus verfügt das Museum über eine kleine Kollektion von historischen und modernen Räucherkerzchen und über einige Gerätschaften zur Herstellung.

## Veranstaltungen
Am 1. Dezember 2012 Jahr fand in den Museumsräumen das 1. Räuchermann-Fest statt. Um den Bestand an Exponaten für das Museum zu erweitern, gab es in diesem Rahmen eine Tauschaktion von Räuchermännchen „alt gegen neu“. Wegen des starken Interesses der Besucher veranstaltet das Museums-Management seitdem einmal jährlich ein solches Fest.
Für das Jahr 2014, wo am 29. November das 3. Räuchermann-Fest stattfindet, gehören zu den Attraktionen Pyramideanschieben und Stollenanschnitt mit dem Posaunenchor Cranzahl, Basteln für Kinder sowie Vorführungen.

## Ausstellung

### Räuchermännchen
Die Exponate sind übersichtlich nach Gruppen ausgestellt, also Jäger- und Waldarbeiter, Nachtwächter, Bahnangestellte, Bergleute usw.

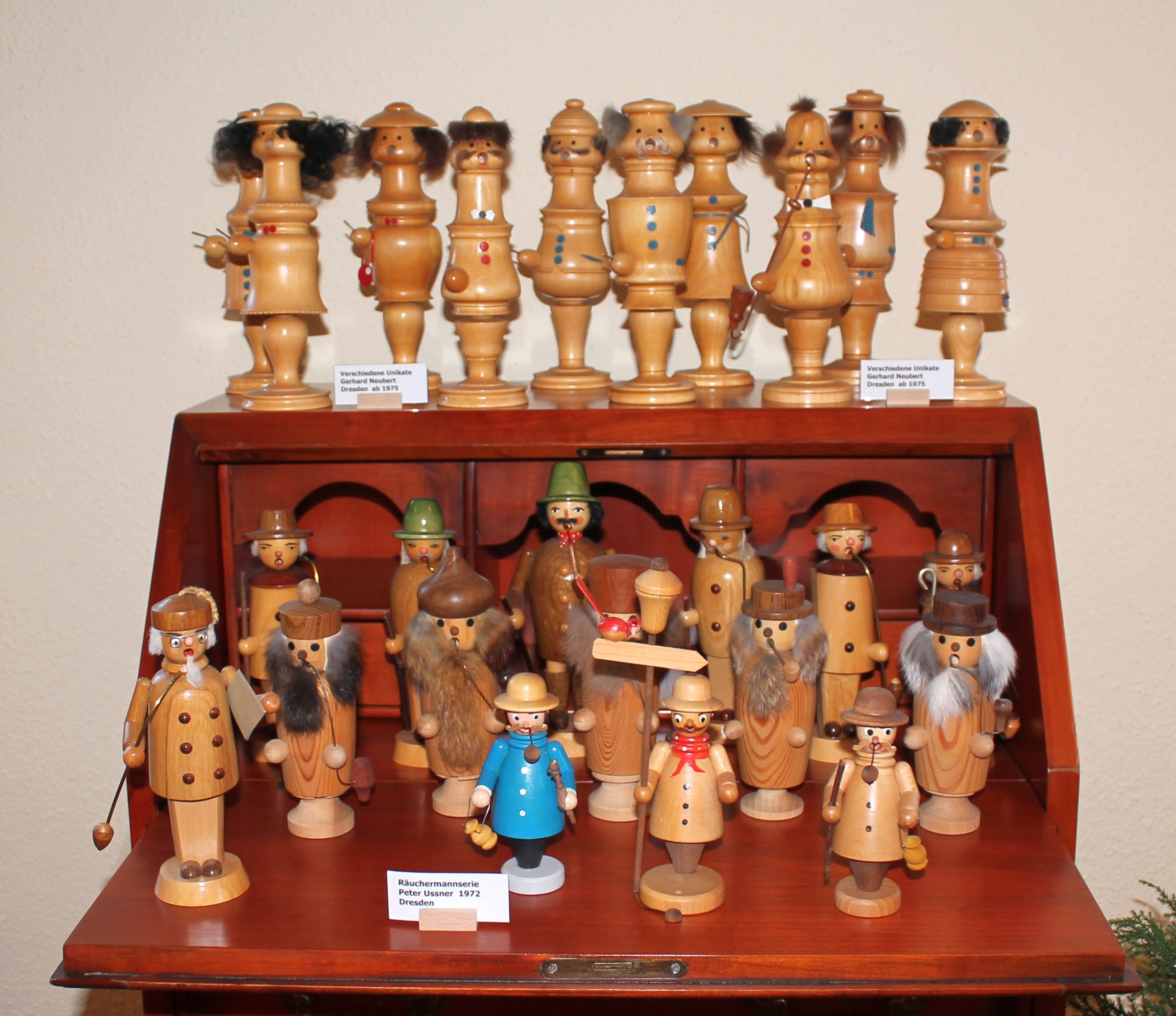
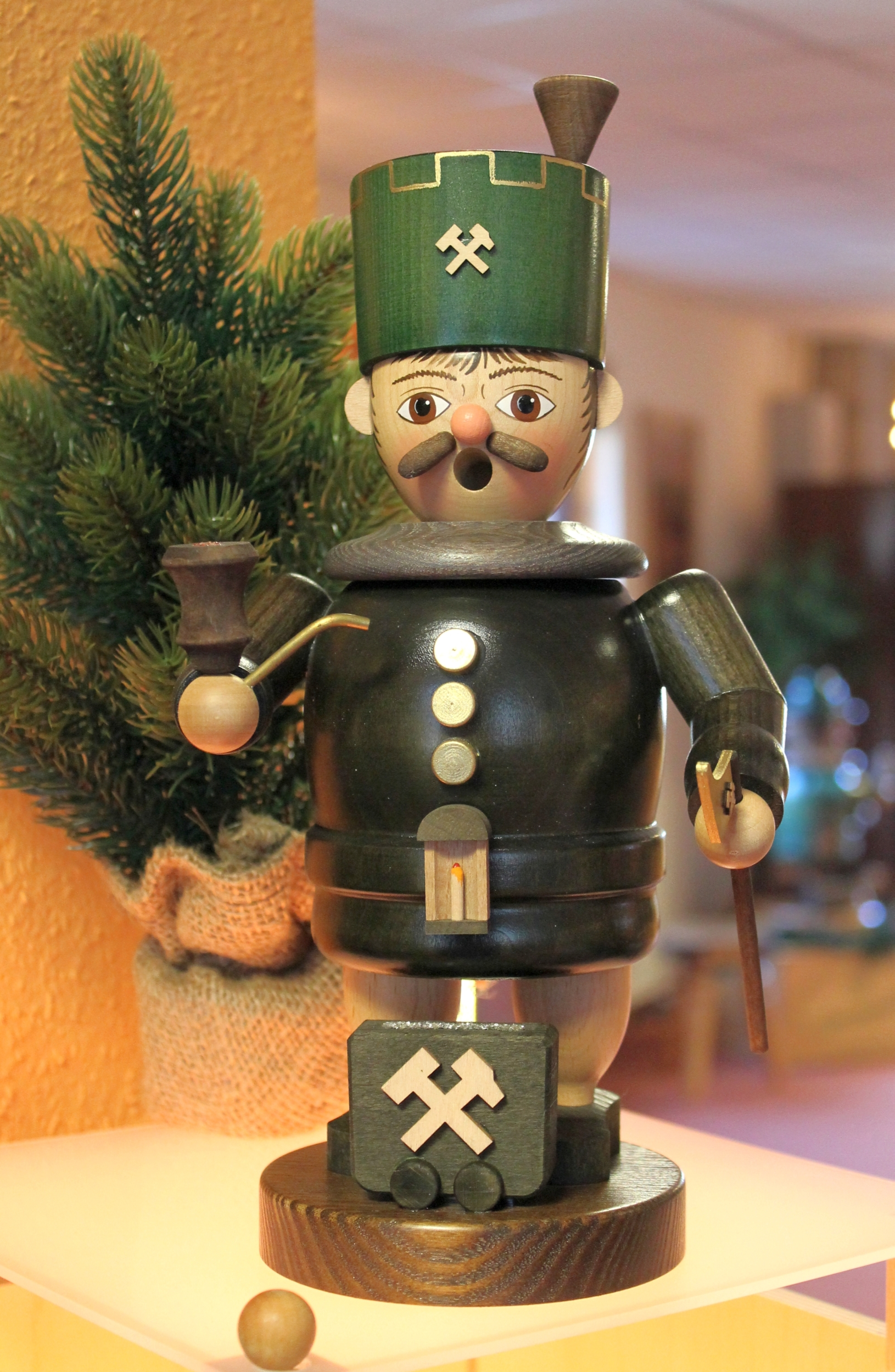
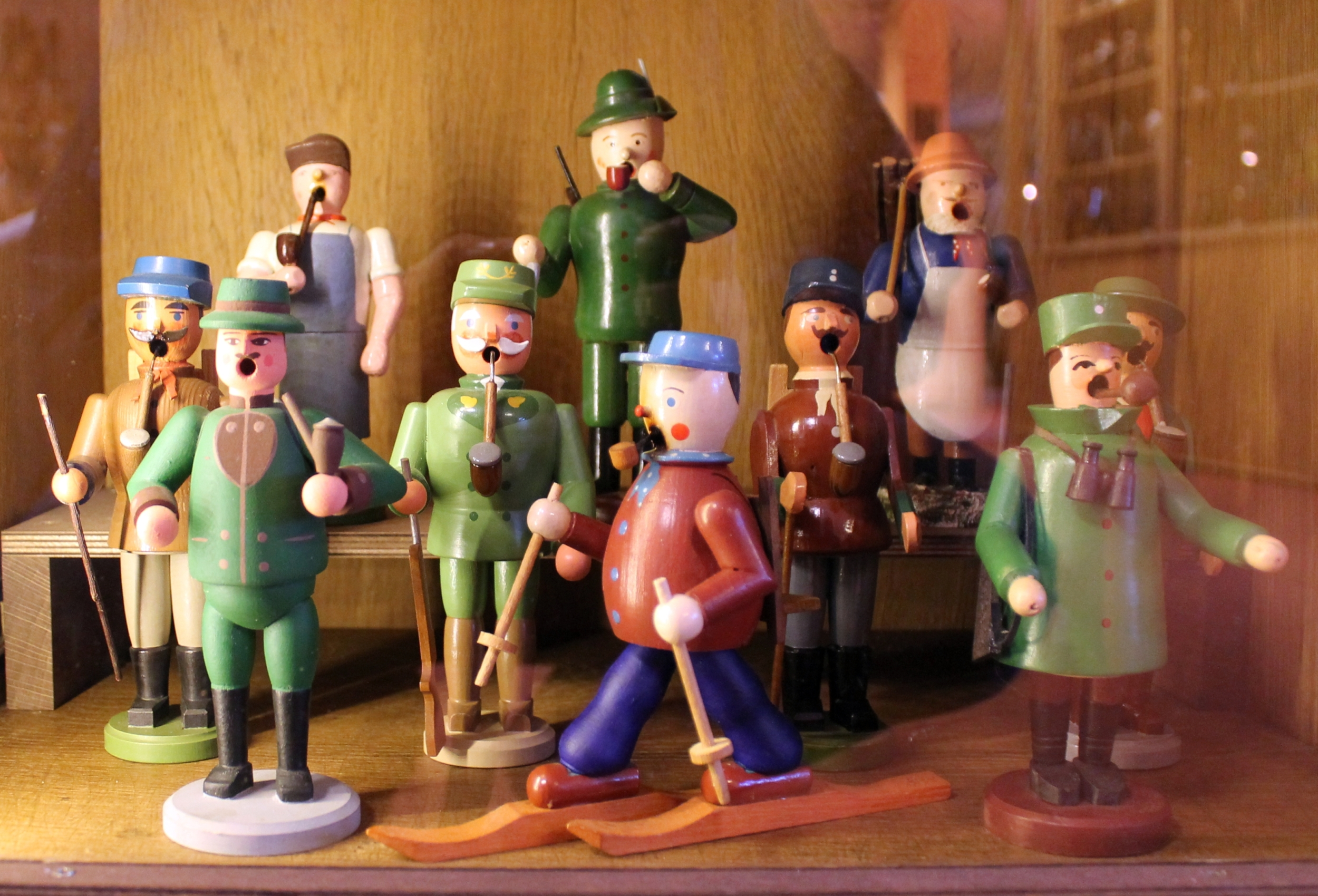
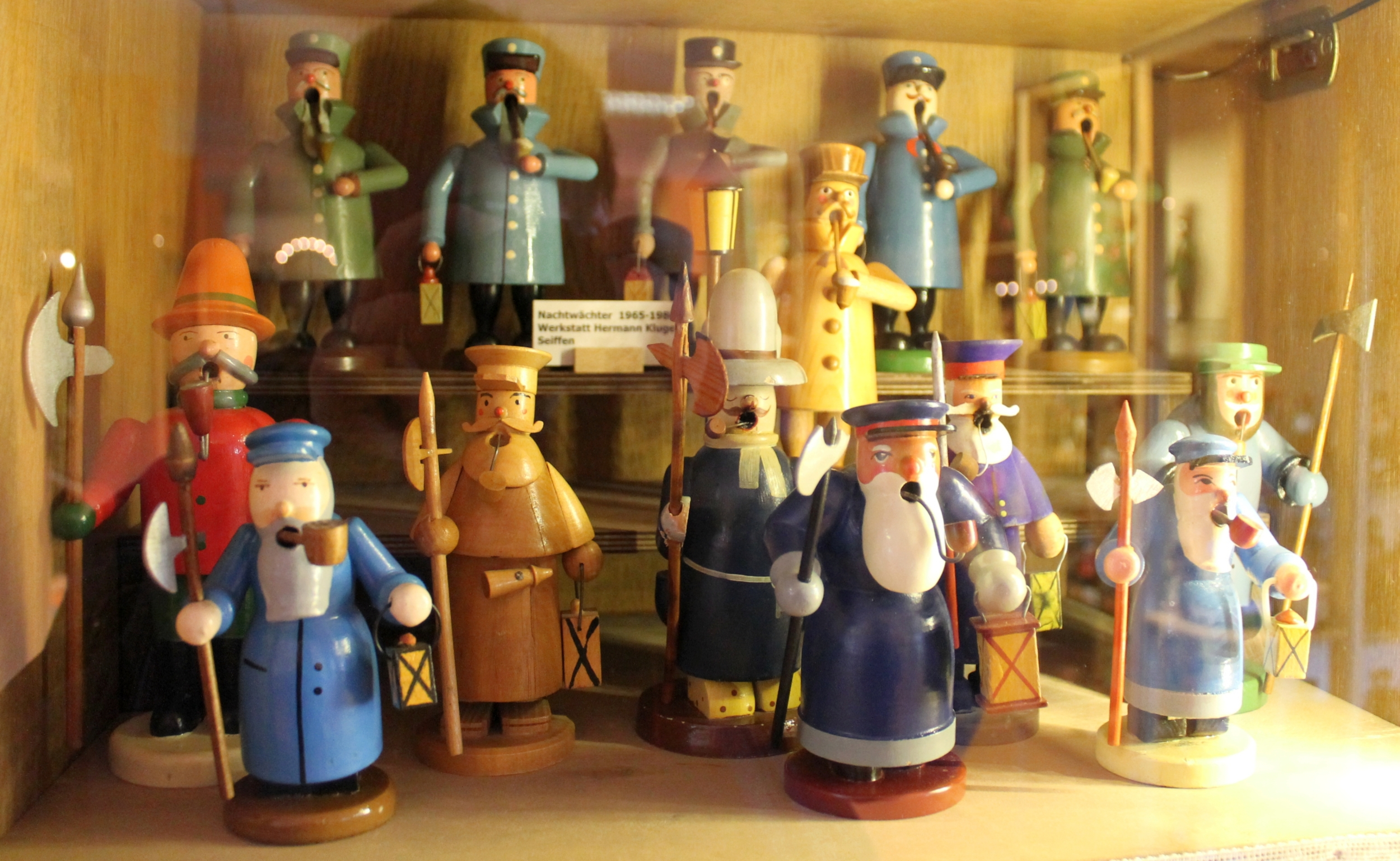
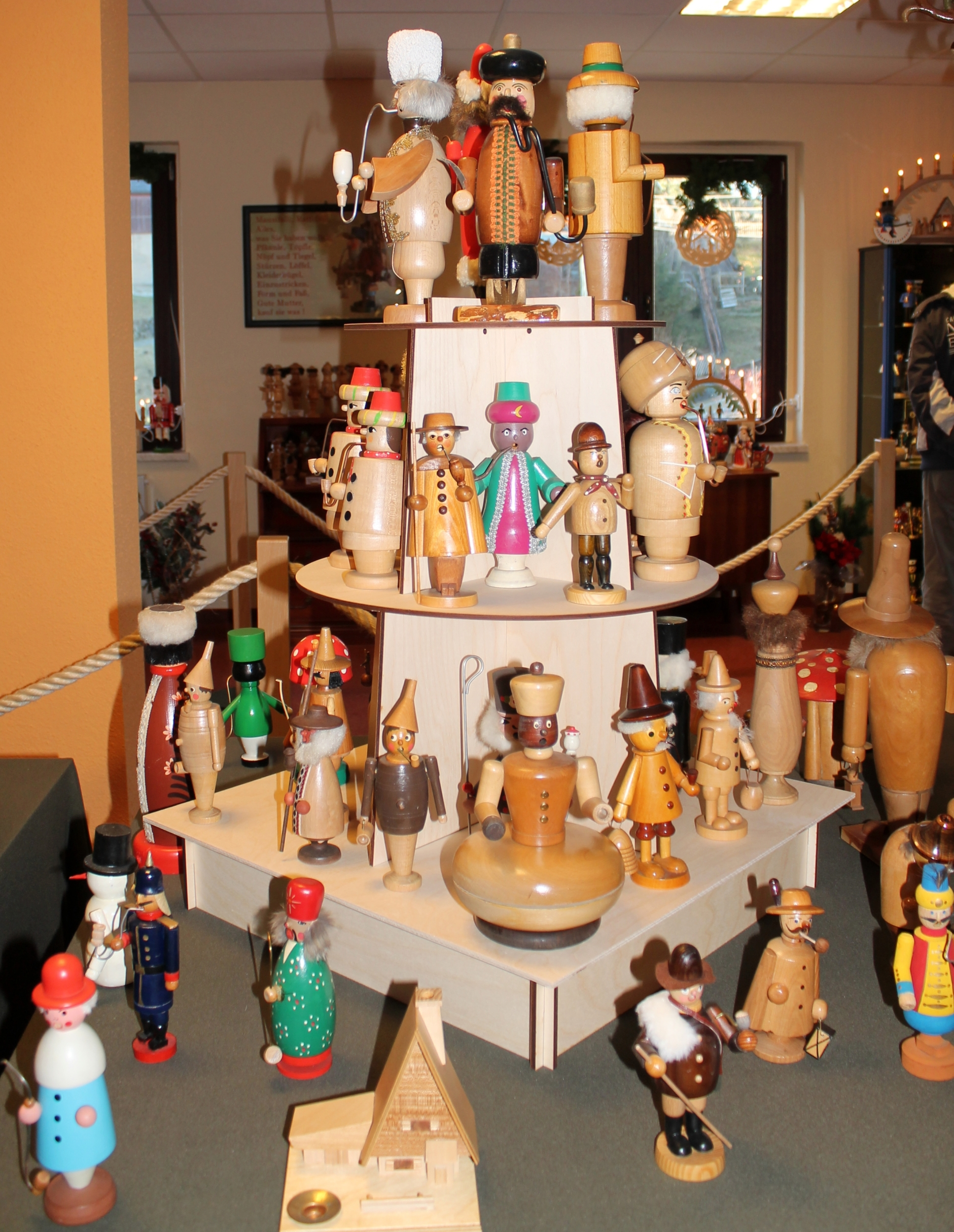
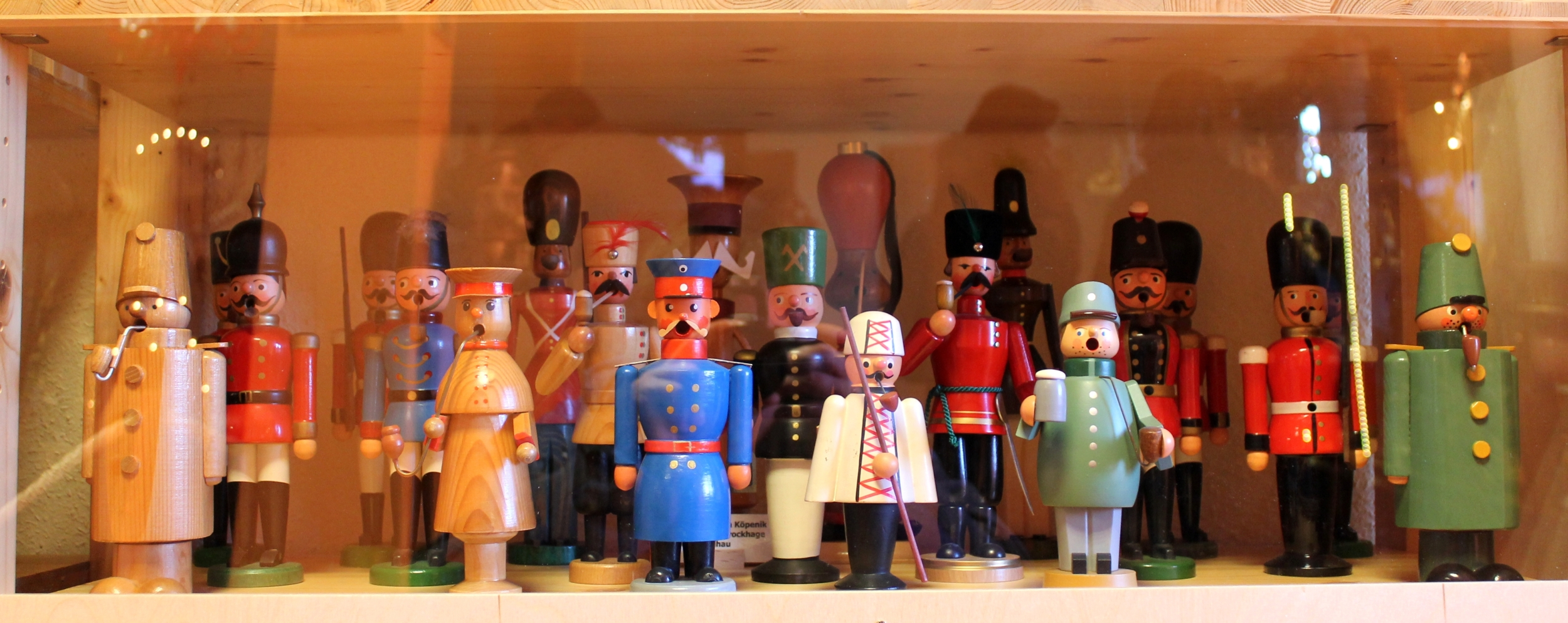
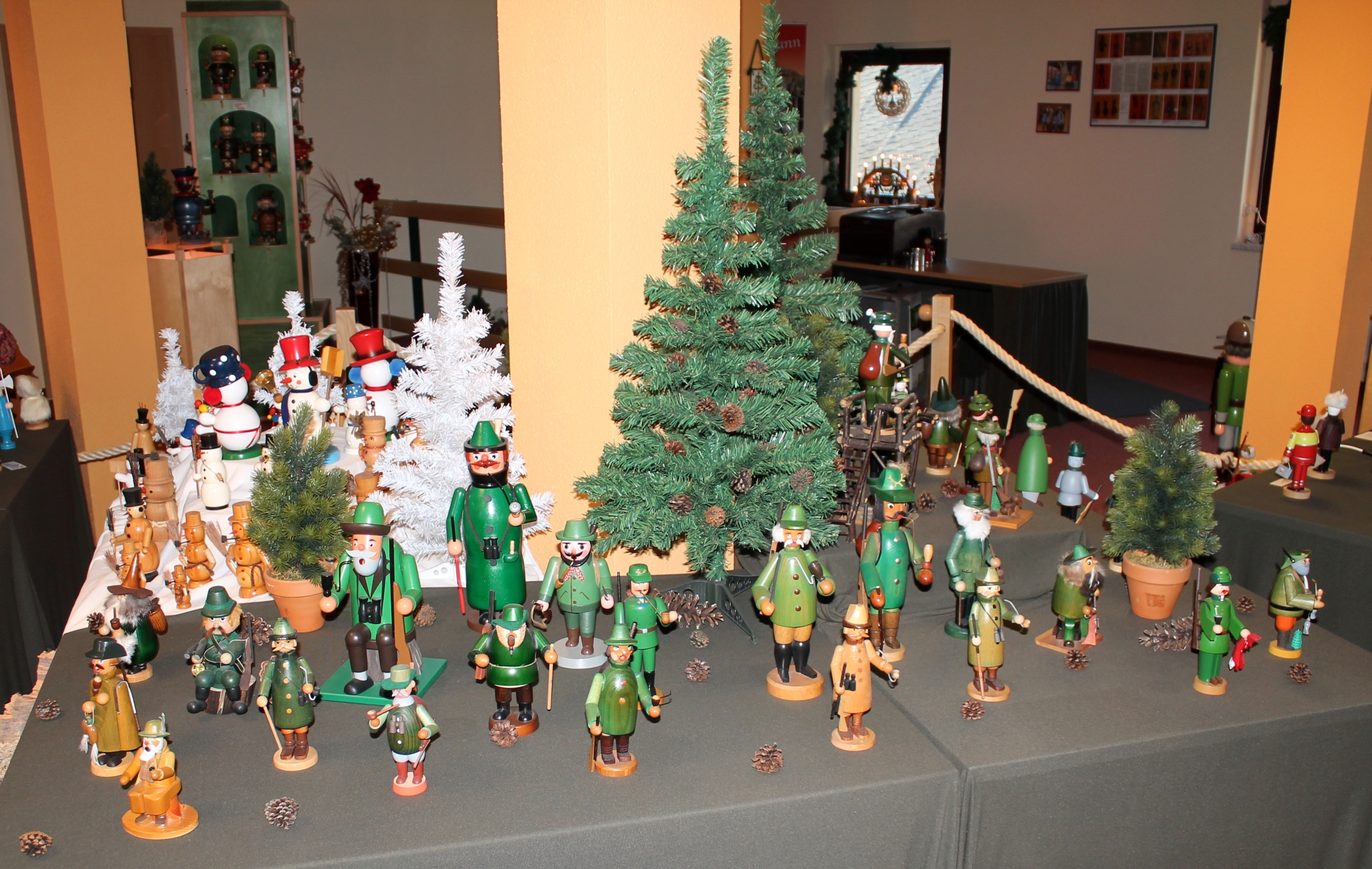
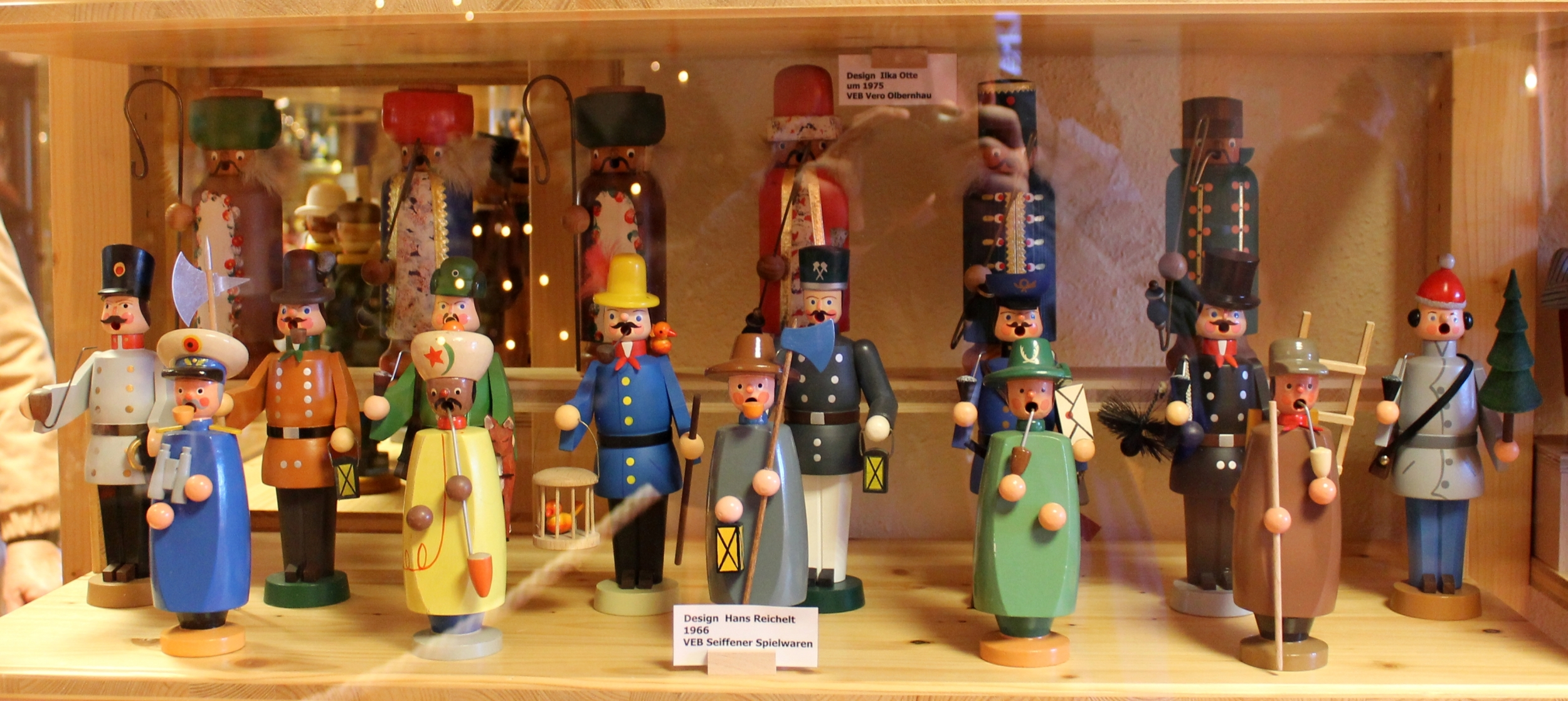

### Herstellung

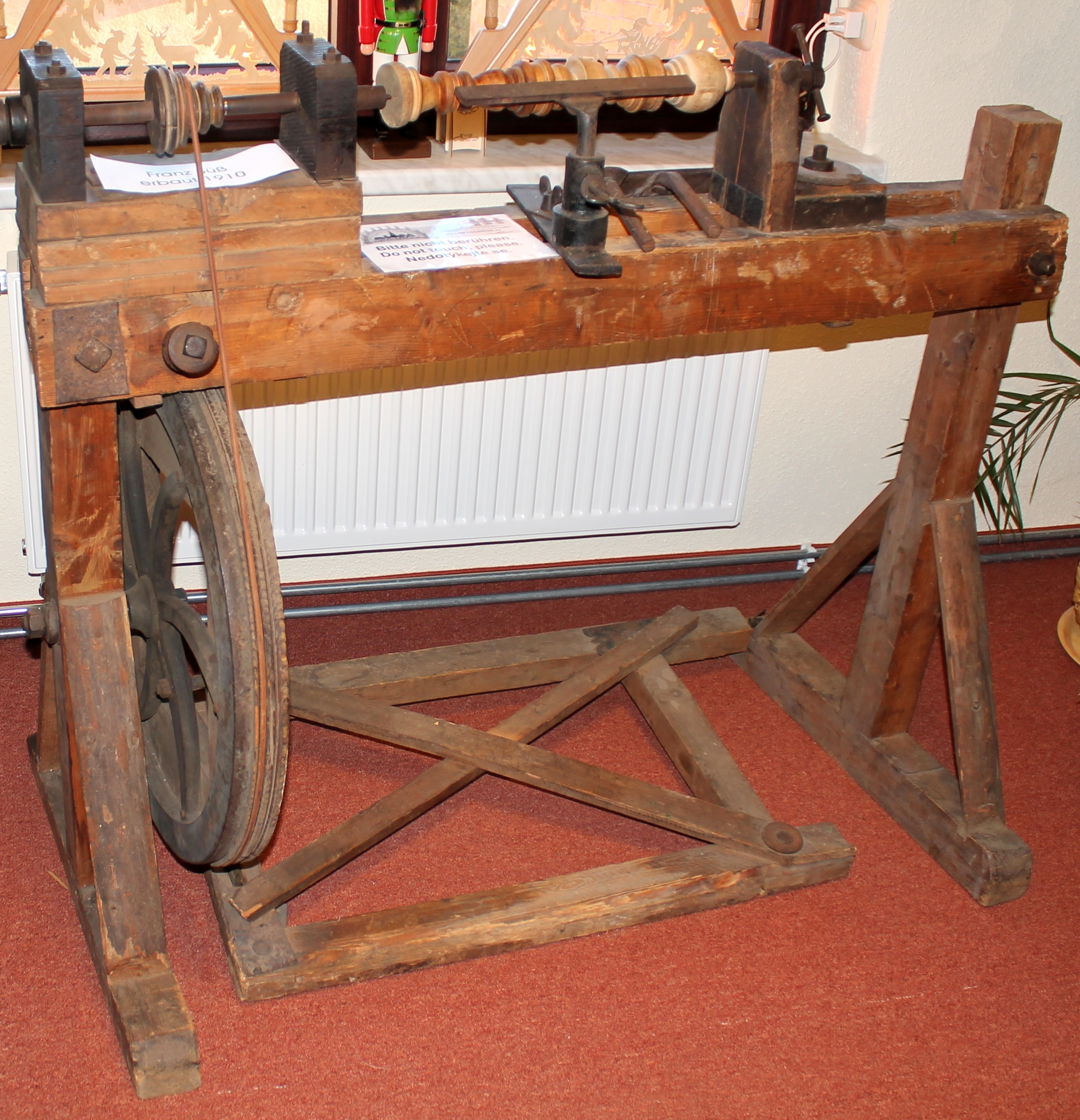
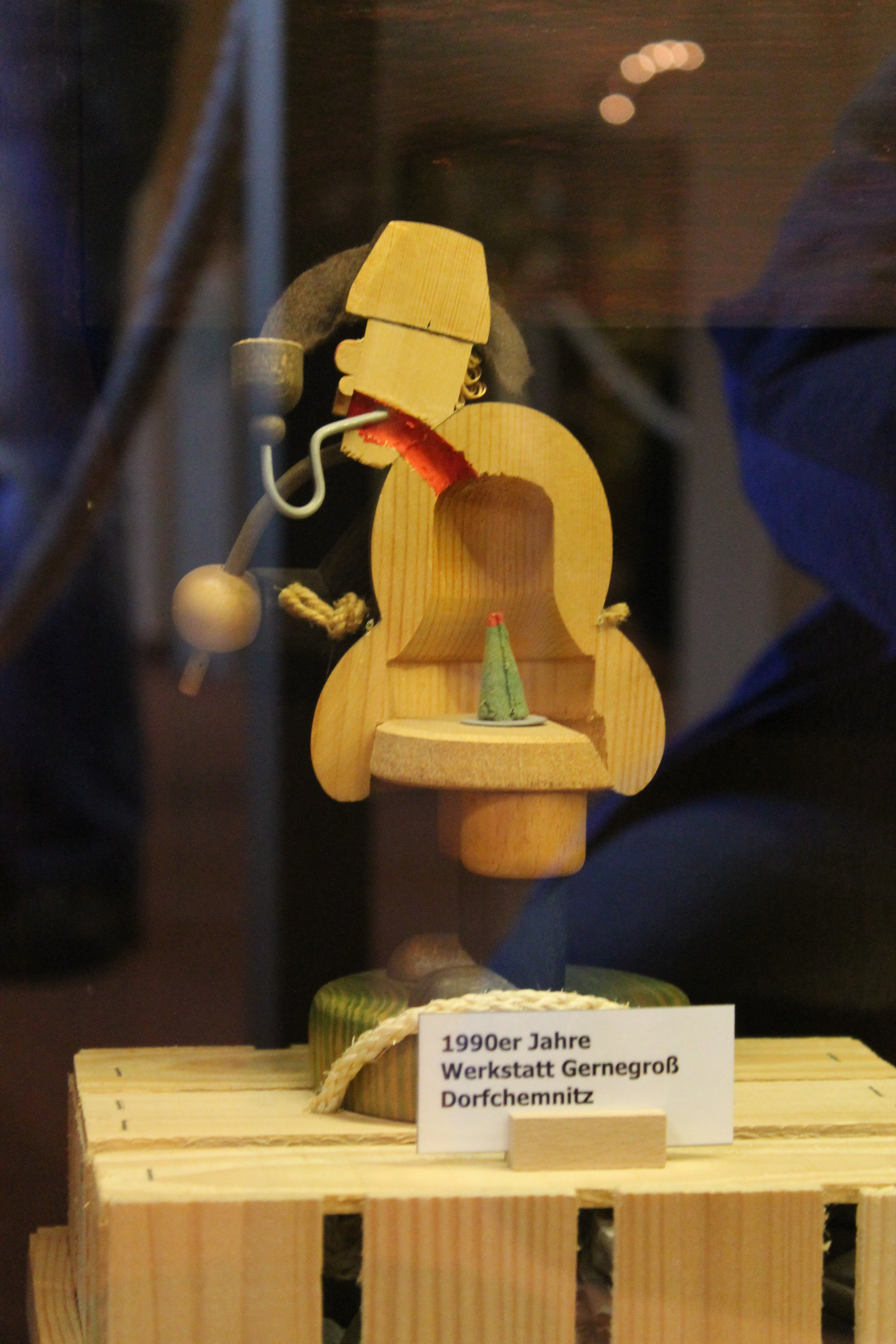
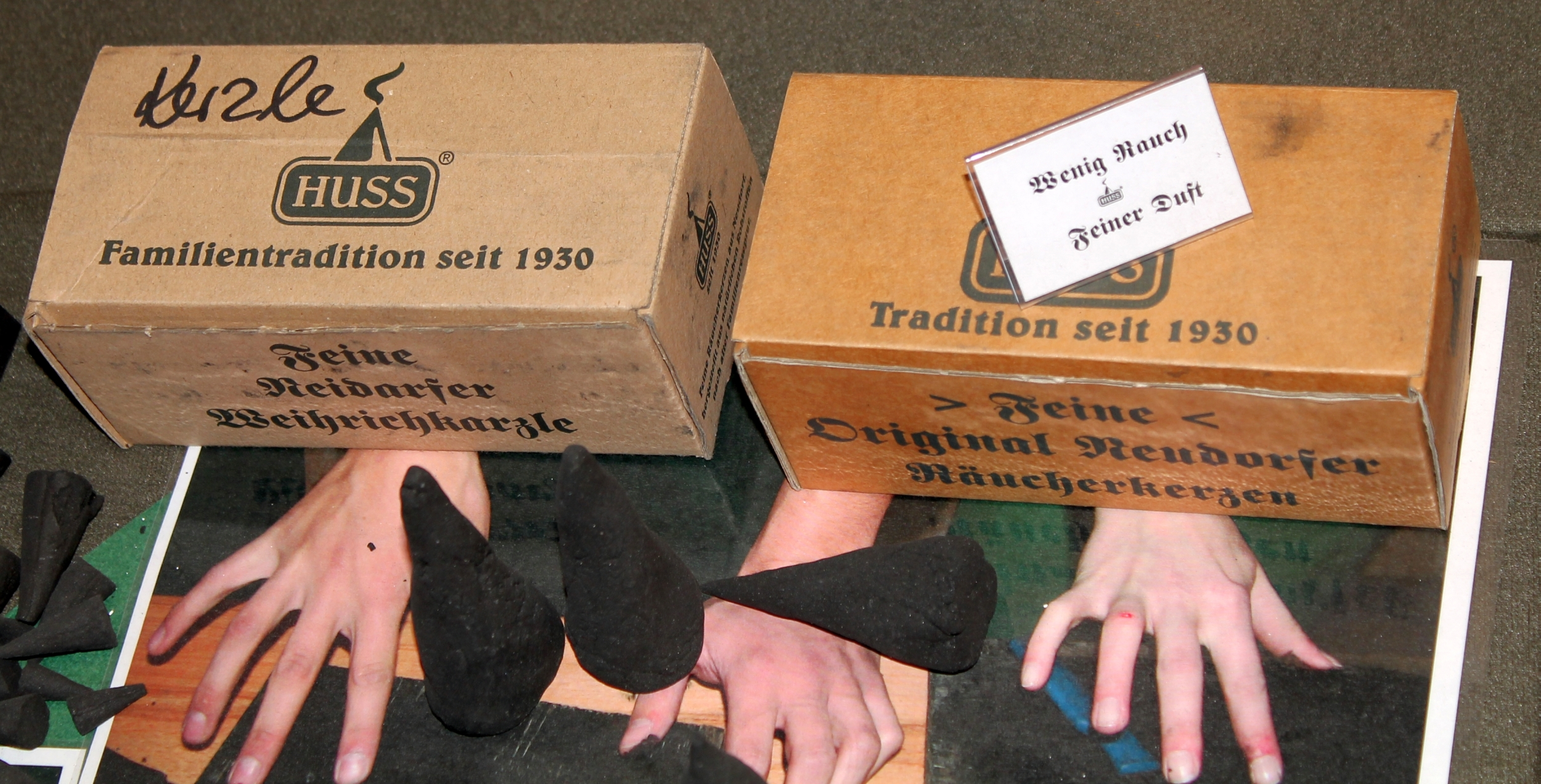
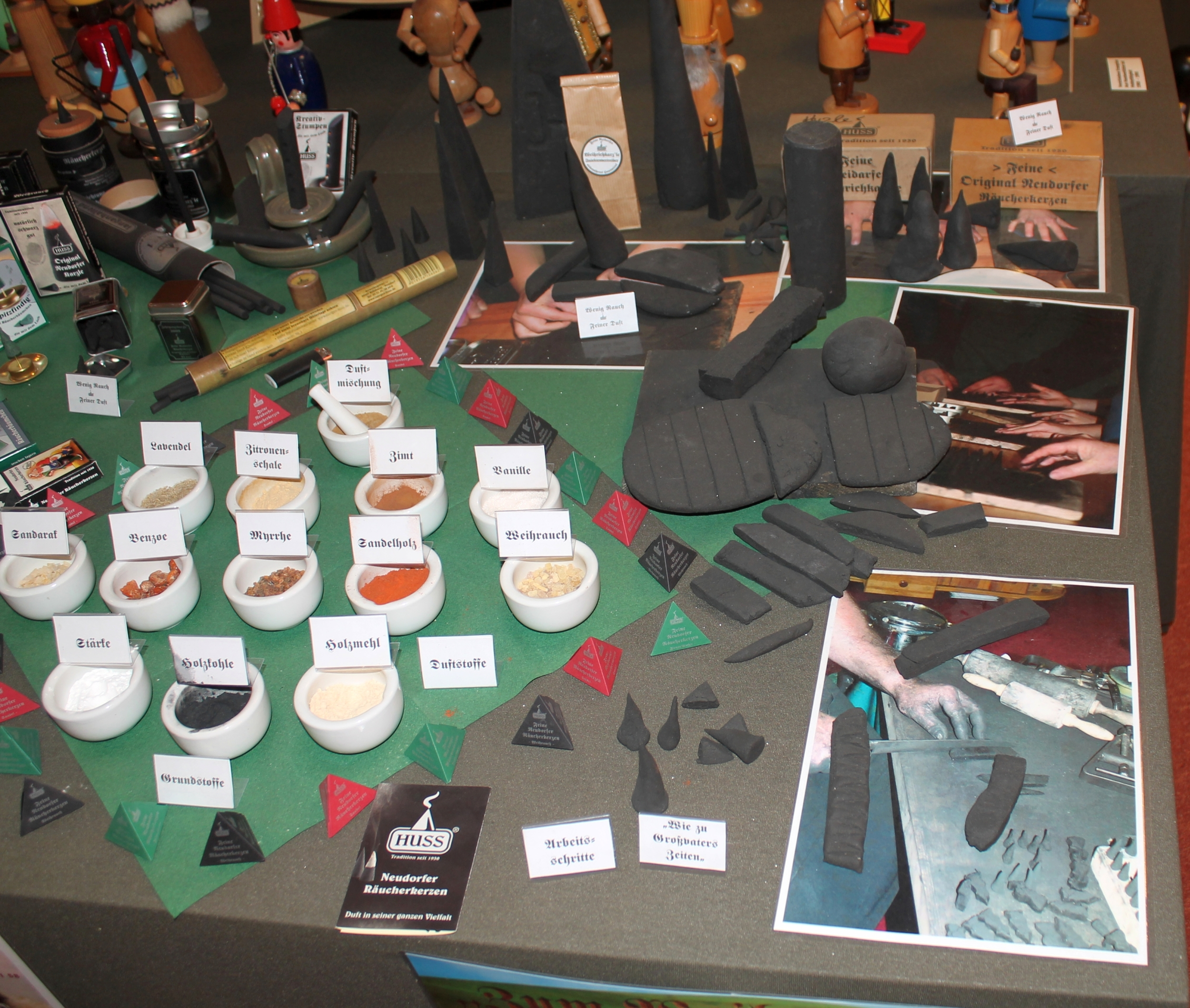